# Otto Zeitler
Otto Zeitler (* 10. Oktober 1944 in Görnitz) ist ein deutscher Bauunternehmer, Politiker (CSU) und Autor. Er war von 1978 bis 2013 Mitglied des Bayerischen Landtags.

## Leben
Otto Zeitler wurde 1944 im Vogtland geboren. Nach der Volksschule und der Mittleren Reife an einer Wirtschaftsschule machte er eine Maurerlehre und absolvierte von 1963 bis 1965 ein sechssemestriges Fachhochschulstudium, das er 1966 als Diplom-Ingenieur (FH) abschloss. Während des Studiums wurde er bei der Landsmannschaft Franco-Borussia Coburg aktiv. Danach arbeitete er zwei Jahre in einem Statikbüro, drei Jahre als verantwortlicher Bauleiter und machte sich 1971 schließlich als Bauunternehmer selbstständig. Zeitler entwickelte einen fugenlosen Betonfußboden, den sogenannten „Elefant-Boden“, der patentiert wurde.
In seiner Autobiografie „Erinnerungen und Gedanken“, die 2024 erschien, beschreibt Zeitler seine persönlichen Erfahrungen, seinen Werdegang als Unternehmer sowie seine politische Laufbahn. 
Otto Zeitler ist evangelisch, verheiratet und hat vier Kinder, acht Enkel und drei Urenkel.

## Politische Laufbahn
Nach seinem Eintritt in die CSU im Jahr 1969 wurde Otto Zeitler 1972 in den Gemeinderat gewählt. 1974 folgte der Einzug in den Stadtrat von Nabburg in der Oberpfalz, 1978 wurde er Mitglied des Kreistags. Im selben Jahr wurde er auch in den Bayerischen Landtag gewählt, wo er dem Ausschuss für Kommunale Fragen und Innere Sicherheit angehörte. Von 1990 bis 1993 war Zeitler Staatssekretär im Bayerischen Staatsministerium für Landesentwicklung und Umweltfragen. Zudem war er von 1986 bis 1997 CSU-Kreisvorsitzender und Mitglied des Rundfunkrats des Bayerischen Rundfunks.
Zeitler war maßgeblich an der Gebietsreform in Bayern beteiligt, insbesondere am freiwilligen Zusammenschluss seiner Heimatgemeinde Diendorf mit der Stadt Nabburg im Jahr 1975. Er vertrat den Stimmkreis Schwandorf (Wahlkreis Oberpfalz) im Landtag. Für seine Verdienste erhielt er den Bayerischen Verdienstorden und die Bayerische Verfassungsmedaille in Gold.

## Werke
- Erinnerungen und Gedanken. Taschenbuch – erschienen bei Amazon, 21. September 2024, ISBN 979-8339264194.